# Baetis bicaudatus
Baetis bicaudatus är en dagsländeart som beskrevs av Dodds 1923. Baetis bicaudatus ingår i släktet Baetis och familjen ådagsländor. Inga underarter finns listade i Catalogue of Life.